# Бакаджиците
Бакаджиците (още Бакаджик, Бакаджика, до 29 юни 1946 г. Бакаджици, до 5 януари 1946 г. Гледките) е верига от ниски хълмове в Тунджанско-Странджанската подобласт, която е част от Тракийско-Странджанската област.

## География
Разположени са между Ямболското и Елховското поле на запад и югозапад, Сливенското поле на север и Бургаската низина на изток. На североизток се свързват с възвишението Хисар, а на юг с крайните северозападни разклонения на Странджа. От северозапад на югоизток дължината им е около 30 – 35 km, а ширината до 10 – 12 km. Средната им надморска височина е около 300 m. Най-високата им точка връх Свети Сава (514,6 m) се издига в северна им част, на около 2 км южно от село Търнава. Изградени са от андезити, пикрити, базалти, трахибазалти и андезитни туфи и има находища на полиметални руди. Климатът е преходноконтинентален със средиземноморско врияние. По билото им (с изключение на най-северозападната им част) преминава главният вододел на България между водосборните басейни на Черно море и Егейско море. Реките течащи на север, запад и югозапад принадлежат към басейна на река Тунджа, а тези течащи на изток – към басейна на Средецка река, принадлежаща към басейна на Черно море. Почвите са смолници и излужени канелени горски, а на места има карстови форми. Ниски и редки широколистни гори и пасища.
Бакаджиците се разделят на две основни части: Същински Бакаджик и Малък (Войнишки) Бакаджик.
В подножията на възвишенията са разположени селата: Войника, Александрово, Люлин, Победа, Тамарино, Търнава, Чарган, Челник, Иречеково.
На протежение от 22,9 km, между селата Калчево и Войника Бакаджиците се пресичат от второкласен път № 53 от Държавната пътна мрежа Поликраище – Сливен – Ямбол – Средец.
На връх Свети Сава е разположена радиорелейната станция „Бакаджик“, известна още като „РРС Ямбол“. Други върхове са Свети Спас (500 m), Дедевица, Калето.
По случай освобождението на Ямбол през 1878 г. в района на Бакаджиците е бил построен и осветен първият паметник на българо-руската дружба в България – храмът „Св. Александър Невски“. Паметникът пази списъкът на загиналите руски воини и български опълченци от 30-а руска пехотна дивизия.

## Eтимология
Името „Бакаджик“ произлиза от турските думи Бак и Ачик и означава „височина, от която се вижда надалеч“. Възвишенията са известни и с българското име „Гледките“.

## Туризъм
В местността има няколко туристически комплекси и хижи, които предоставят възможност за почивен и лечебен туризъм. Още преди 150 г. руски лекари установили, че въздухът в местността въздейства благотворно при белодробни заболявания. Забележителности в областта са манастирът „Свети Спас“, Ямболски манастир „Възкресение Господне“ и крепостта Калето.
Бакаджиците съдържат находище на медно-полиметални руди.

## Топографска карта
- Лист от карта K-35-54. Мащаб: 1 : 100 000.